# MS Nordnorge
MS Nordnorge er et af 14 skibe som indgår i Hurtigruten på norskekysten fra Bergen til Kirkenes og retur. Ud over at sejle på ruten mellem Bergen og Kirkenes, indgår MS Nordnorge også blandt de Hurtigruten skibe, som sejler mellem Sydamerika og Antarktis.

## MS Nordnorges dæk
Dæk 1: Maskinrum m.v.
Dæk 2: Bildæk, fitnessrum, sauna og bad, hospital, 20 kahytter i kategori L.
Dæk 3: Landgang, reception, bagagerum, lobby, vaskeri, 3, kahytter i kategori H, 13 kahytter i kategori I, 10 kahytter i kategori L, 55 kahytter N
Dæk 4: Restaurant Hålogaland, køkken, legerum til børn, internetcafé, butik, café og buffet, information, bibliotek, bar, 2 konferencerum og toiletter.
Dæk 5: 4 kahytter i kategori I, 2 kahytter i kategori M2, 12 kahytter i kategori N, 32 kahytter i kategori P, 4 kahytter i kahytter i kategori Q. På dæk 5 er der mulighed for at gå rundt om hele skibet, hvis man har brug for frisk luft. Fungerer som landgang i Bergen.
Dæk 6: 2 kahytter i kategori F, 4 kahytter i kategori I, 11 kahytter i kategori L, 6 kahytter i kategori Q, 24 kahytter i kategori U, broen, jacuzzi, redningsbåde.
Dæk 7: Panoramadæk, lounge, salon, og soldæk.

## 134 timers direktsending
MS Nordnorge der sejler fra Bergen til Kirkenes er med i en 134 timer lang direkte TV udsendelse fra NRK2. Man starter i Bergen for at slutte i Kirkenes. Udsendelsen kan også ses på internettet verden over.
- Hurtigruten, MS Nordnorge Bergen til Kirkenes på 134 timer.

## Eksterne links
- Om MS Nordnorge på hurtigruten.com Arkiveret 1. januar 2009 hos  Wayback Machine

|  | Infoboks uden skabelon Denne artikel har en infoboks dannet af en tabel eller tilsvarende. |

|  | Denne artikel kan blive bedre, hvis der indsættes geografiske koordinater Denne artikel omhandler et emne, som har en geografisk lokation. Du kan hjælpe ved at indsætte koordinater i wikidata. |